# Pristimantis zophus
Pristimantis zophus är en groddjursart som först beskrevs av Lynch och Ardila-Robayo 1999.  Pristimantis zophus ingår i släktet Pristimantis och familjen Strabomantidae. IUCN kategoriserar arten globalt som starkt hotad. Inga underarter finns listade i Catalogue of Life.